# Juin 1872

## Événements
- 24 juin, Royaume-Uni : discours de Disraeli au Palais de Cristal, énonçant le programme des Conservateurs en trois points : défendre les institutions du pays, travailler à la grandeur impériale, et améliorer la condition du peuple. Disraeli entend créer la Fédération impériale, en faisant des colonies les unités autonomes d’un Empire formant une union douanière. Les terres non occupées des colonies doivent être réservées aux Anglais, un organe central à Londres assurant la coordination des opérations. La préservation de l’Empire passe par son expansion.

- 25 juin : Frederick Temple Hamilton-Temple-Blackwood devient gouverneur général du Canada.

## Naissances
- 7 juin : Rodolphe d'Erlanger, peintre et musicologue britannique († 29 octobre 1932).
- 8 juin : Francesco Morano, cardinal italien († 12 juillet 1968).
- 24 juin : Pierre-Ernest Boivin, homme d'affaires et politicien provenant du Québec.

## Décès
- 1er juin : John Sandfield Macdonald, premier des premiers ministres de l'Ontario.
- 4 juin : Stanislaw Moniuszko, compositeur et directeur de théâtre polonais (° 5 mai 1819).